# Пренчово
Пренчово, Прянчово или Пренджова (на гръцки: Αμισιανά, Амисияна̀, до 1926 година Πρέτζοβα, Предзова) е село в Гърция, дем Кушница, област Източна Македония и Тракия.

## География
Селото е разположено на 120 m надморска височина, на 10 km западно от Кавала, в северните склонове на Люти рид (Символо).

## История

### Етимология
Според Йордан Н. Иванов името е от личното име Пренчо, умалително от Прено < Премо, което се извежда от Запрян. Сравнимо е селищното име Пренчища в Корчанско.

### В Османската империя
В края на XIX век Васил Кънчов определя Пренджово като селище, в което между мюсюлманското население има и 100 – 150 къщи помаци. В 1889 година Стефан Веркович („Топографическо-этнографическій очеркъ Македоніи“) пише за Демирли:
| „ | Спренча, мохамеданско село с 1 джамия; жителите са помаци. От града е на 2 и половина часа разстояние. | “ |

Съгласно статистиката на Кънчов („Македония. Етнография и статистика“) към 1900 година Пренчово (Прѣнчово) е смесено турско и българо-мохамеданско селище. В него живеят 250 българи-мохамедани и 250 турци. Според гръцката статистика, през 1913 година в Пренчово (Πρέτζοβα) живеят 539 души.

### В Гърция
След Междусъюзническата война в 1913 година селото попада в Гърция. В 1923 година жителите на Пренчово са изселени в Турция по силата на Лозанския договор и на тяхно място са заселени гърци бежанци. През 1926 година името на селото е сменено от Предзова (Πρέτζοβα) на Амисияна (Αμισιανά). До 1928 година в Пренчово са заселени 125 гръцки семейства с 495 души – бежанци от Турция. В 1928 година в землището на Пренчово е регистрирано и каракачанско колибарско селище с 28 души. Българска статистика от 1941 година показва 288 жители.
Населението произвежда тютюн и жито, като отглежда и ябълки и праскови.
| Име            | Име             | Ново име  | Ново име   | Описание                               |
| -------------- | --------------- | --------- | ---------- | -------------------------------------- |
| Гедик Пренчово | Γεντίκ Πρέτζοβα | Авли      | Αὐλή       | връх в Люти рид (422 m), Ю от Пренчово |
| Таш тепе       | Τὰς Τεπὲ        | Петровуни | Πετροβούνι | връх в Люти рид (422 m), С от Пренчово |

| Година    | 1913 | 1920 | 1928 | 1940 | 1951 | 1961 | 1971 | 1981 | 1991 | 2001 | 2011 | 2021 |
| --------- | ---- | ---- | ---- | ---- | ---- | ---- | ---- | ---- | ---- | ---- | ---- | ---- |
| Население | 539  | 557  | 509  | 744  | 1013 | 986  | 750  | 793  | 759  | 1122 | 927  | 953  |